# Nacukava Szószuke
Nacukava Szószuke (japánul: 夏川草介, Hepburn-átírással: Natsukawa Sōsuke) (1978 – ) japán orvos és regényíró. Oszakában született. A Sinsú Egyetem Orvostudományi Karán szerzett diplomát. Orvosként dolgozott, amikor 2009-ben elnyerte a 10. Sógakukan Bunko Sószecu Só díjat a Kamiszama no karute ('Isteni kartoték') c. regényéért. Ezt a művét jelölték a 7. Honja Taisó ('Könyvesboltok nagydíja')  díjra (majd a 2. helyen végzett). A sikeren felbuzdulva hamarosan megírta a második, harmadik, illetve „nulladik” kötetet is.
A "Nacukava Szószuke" írói álnév a kedvenc írói nevéből (Nacume Szószeki, Kavabata Jaszunari, Akutagava Rjúnoszuke) illetve Nacume Szószeki Kuszamakura ('Fűpárna') c. regényének címéből összeollózva.
夏川草介←夏目漱石＋川端康成＋『草枕』＋芥川龍之介

## Magyarul megjelent művei
- Rintaró és a könyvek útvesztője (2017); ford. Mayer Ingrid; Libri, Bp, 2021. ISBN: 9789634337423

## Fordítás
- Ez a szócikk részben vagy egészben  a(z)   夏川草介 című japán Wikipédia-szócikk fordításán alapul.  Az eredeti cikk szerkesztőit annak laptörténete sorolja fel. Ez a jelzés csupán a megfogalmazás eredetét és a szerzői jogokat jelzi, nem szolgál a cikkben szereplő információk forrásmegjelöléseként.